# Anton Riera i Arau

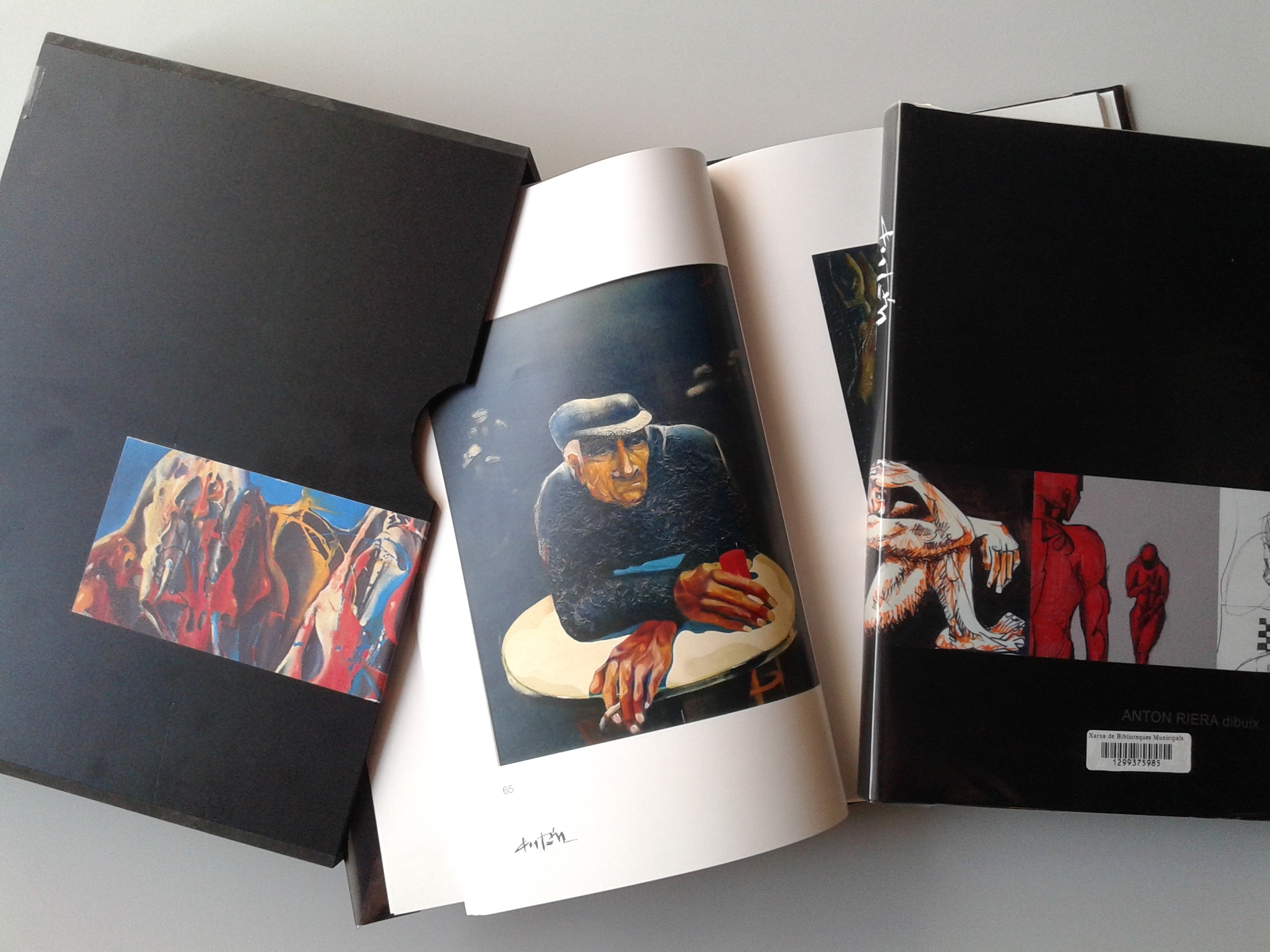
Llibre recopilatori de l'obra de Ton Traval

Anton Riera i Arau (Sallent, 1944-1999) fou un pintor català. És conegut també com a Ton Traval, i signava Antón.

## Biografia
Va cursar estudis de delineant a l'Escola Diocesana de Navàs, i va aprendre la tècnica de la pintura a l'estudi del pintor Vilajosana de Manresa. El seu aprenentatge, però, va ser majoritàriament autodidacte, amb influències reconegudes de pintors com René Magritte, Salvador Dalí, Giorgio De Chirico i Francis Bacon. Admirava també clàssics espanyols com Velàzquez.
Va compaginar la pintura amb la feina de repartidor de begudes carbòniques de l'empresa familiar de Cal Traval, a Sallent.
Va participar en exposicions individuals i col·lectives a Barcelona (Centre de Sarrià, 1966), Manresa (Galeria Símbol), Sallent (Utopia, 1980 ; Casa Museu Torres Amat, 1991), Balsareny (1995, 1997), Berga (1997) i Moià (1998). Va estar en contacte amb el col·lectiu d'artistes Grup de Sarrià, i el 1980 va formar part de la junta fundadora del Cercle Artístic Sallentí.
Col·laborà amb dibuixos a les revistes Bram i L'Esparver, i realitzà cartells per a activitats d'entitats de Sallent: Carrilet, Foment Arqueològic Excursionista Sallentí (FAES).
Amb el pseudònim d'Alberton va signar obres realitzades conjuntament amb Albert Benet i Clarà.
L'any 2005 l'entitat Anton Grup organitzà una exposició retrospectiva de tota la seva obra a la Sala Vilà i Valentí de Sallent i publicà un llibre recopilatori amb les seves pintures i dibuixos. Des d'aquest mateix any, el Cercle Artístic Sallentí convocà el Premi Ton Traval, en la modalitat de pintura ràpida.

## Obra
Ton Traval té una obra extensa, tant en pintura com en dibuix. En les seves diferents etapes va experimentar tendències artístiques diverses, com el surrealisme, el cubisme o l'informalisme. Va treballar l'art figuratiu i l'art abstracte, tot i que preferia el primer.
En el catàleg de l'exposició antològica que se li va dedicar el 2005, el comissari Oriol Fontdevila va dir: "La història de l'Anton Traval és la d'un animal pictòric, indomable. Amb instint i temperament s'enfronta amb les seves teles tan a situacions de la vida quotidiana com a paisatges onírics, tant a desfiguracions del que és comú com a donar forma a allò que escapa a la mirada. La finestra que llança al món deixa entreveure l'horror, l'abjecció, la decadència; conforma un lloc propi, solitari, obsessiu. Un lloc interior, que filtra la immediatesa de les sensacions i les moldeja sense traves; generant unes imatges que es serveixen de la pròpia expressió per inserir l'estranyesa, intensificar el desig o desvetllar l'aversió en la percepció que tenim de nosaltres mateixos i sobre el nostre entorn."